# Martin Štrba (kameraman)
Martin Štrba (* 26. srpna 1961, Levice, Československo) je slovenský kameraman a dokumentarista, čtyřnásobný držitel ceny Český lev.

## Život
V roce 1980 vystudoval fotografii na Střední umělecko-průmyslové škole v Bratislavě a v roce 1985 kameru na FAMU v Praze. Nejčastěji spolupracoval na filmech Martina Šulíka a Vladimíra Michálka. V roce 1999 získal cenu Český lev za kameru filmu Je třeba zabít Sekala režiséra Vladimíra Michálka a roku 2000 za nejlepší výtvarný počin ve filmu Anděl Exit.
Byl také hlavním kameramanem multimediálního projektu Zlatá šedesátá, v jehož rámci vzniklo 26 televizních portrétů československých filmových osobností a jeden celovečerní film. Jako dokumentarista debutoval v roce 2014 snímkem Vlna vs. břeh, ve kterém zachytil úspěšnou generaci slovenských fotografů a svých spolužáků, kteří v 80. letech 20. století absolvovali obor fotografie na pražské FAMU a podíleli se na vzniku Slovenské nové vlny.
V červenci 2021 oznámila americká Akademie filmového umění a věd, jež vyhlašuje ceny Oscar, že mezi 395 filmovými profesionály, kteří se stali novými členy, je i Martin Štrba.
Jeho manželkou je filmová kostýmní výtvarnice Katarína Štrbová Bieliková (* 1965). Mají spolu dvě děti – syna Šimona (* 1991) a dceru Noru (* 1994).      

## Kameramanská filmografie (výběr)
- 1989 – Konina
- 1991 – Neha
- 1995 – Záhrada
- 1997 – Je třeba zabít Sekala (Český lev za nejlepší kameru)
- 1998 – Stůj, nebo se netrefím
- 1999 – Eliška má ráda divočinu
- 2000 – Anděl Exit
- 2000 – Krajinka
- 2001 – Babí léto
- 2002 – Jánošík – pravdivý příběh
- 2002 – Klíč k určování trpaslíků
- 2003 – Nevěrné hry
- 2005 – Sluneční stát
- 2006 – Hezké chvilky bez záruky
- 2008 – Děti noci
- 2008 – O rodičích a dětech
- 2008 – Pokoj v duši
- 2009 – Zlatá šedesátá – série 26 televizních portrétů
- 2013 – Hořící keř (Český lev za nejlepší kameru)
- 2015 – Mamon - seriál HBO
- 2013 – Masaryk (Český lev za nejlepší kameru)
- 2017 – Milada
- 2018 – Tlumočník
- 2019 – Úhoři mají nabito
- 2020 – Šarlatán (Český lev za nejlepší kameru)
- 2021 – Muž se zaječíma ušima

## Dokumentární filmografie (výběr)
- 2014 – Vlna vs. břeh